# Ichthyosauriformes
Gli ittiosauriformi (Ichthyosauriformes) sono un clade di rettili acquatici estinti, vissuti tra il Triassico inferiore e il Cretaceo superiore (circa 250 - 100 milioni di anni fa). Comprendono forme basali (come Cartorhynchus e Sclerocormus) e gli ittiotterigi (tra cui Utatsusaurus, Chaohusaurus, Grippia e i ben noti ittiosauri).

## Definizione
Secondo uno studio di Motani e colleghi (2014) gli ittiosauriformi comprendono tutti gli Ichthyosauromorpha più strettamente imparentati a Ichthyosaurus communis che a Hupehsuchus nanchangensis. Essi sono caratterizzati da ossa nasali che si estendono anteriormente, ben oltre la narice esterna; anello sclerotico grande, che riempiva l'orbita; muso ristretto in vista dorsale; dita convergenti con limitato spazio interdigitale.